# Hoplocryptus odoriferator
Hoplocryptus odoriferator är en stekelart som först beskrevs av Dufour och Jean Pierre Omer Anne Édouard Perris 1840.  Hoplocryptus odoriferator ingår i släktet Hoplocryptus och familjen brokparasitsteklar. Inga underarter finns listade i Catalogue of Life.